# Kallawaya

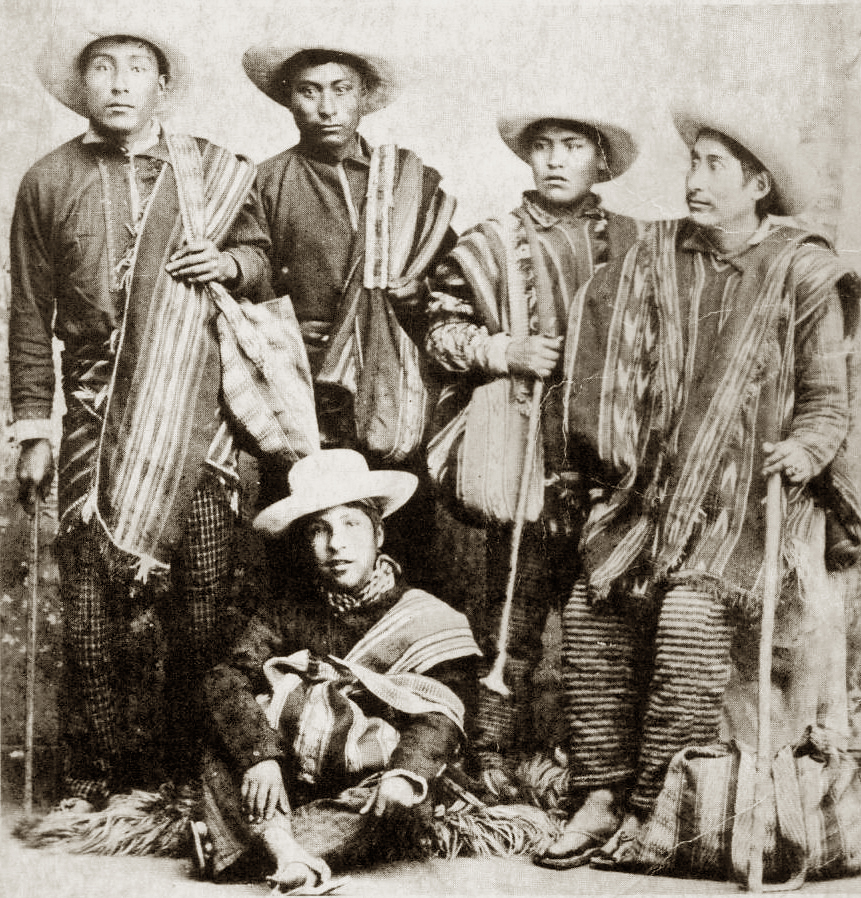
Kallawaya in Panama (wo sie Panama-Kanal-Arbeiter therapierten)

Kallawaya (manchmal auch Qallawaya, span. Callahuaya) ist der Name einer Ethnie in Bolivien und zugleich die Bezeichnung für deren Medizinmänner bzw. Heiler, die auf Grund ihrer Heilkünste bei Indigenen in bestimmten Regionen der Anden bekannt sind.

## Etymologie und Geschichte
Nach einer Theorie leitet sich der Name von den Aymara-Worten qulla und wayu her – das eine heißt "Kräutermedizin", das zweite "tragen". Die Callawayas wären demnach "Heilkräuter-Tragende". (Nach Oblitas Poblete, Cochabamba 1970, zitiert in Ina Rösing, Die Verbannung der Trauer, zuerst Nördlingen 1987).
In der frühen Kolonialzeit wurden jedoch die Schreibweisen Kallawaya (Callahuaya), Calavaya und Carabaya gleichwertig verwendet und es entstanden die "Provinzen" Hatun Calavaya(Groß-Calavaya) und Calavaya la chica (Klein-Caravaya). Erstere umfasste das östliche Andenhochland von der Cordillera de Carabaya (daher der Name) bis zur aktuellen peruanisch-bolivianischen Grenze, letztere ab der Grenze bis zu heutigen Provinz Larecaja in Bolivien. Interessant war das Gebiet bis in die jüngere Zeit aufgrund seiner Goldvorkommen und weil es Zugänge zum Tiefland gibt.
In der Geschichte wurde das Kallawaya-Volk in erster Linie als Händler, Kunsthandwerker (Amulette) und natürlich als Heiler wahrgenommen. Bekannt ist aber auch die Abbildung des indigenen Chronisten Felipe Guaman Poma de Ayala aus dem Werk "Nueva Corónica y Buen Gobierno". Auf Seite 331 sieht man die Darstellung des Inka-Herrscherpaares Topa Yupanqui und Mama Ocllo getragen in einer Sänfte. In der Abbildung liest man: "llevan al ynga los yndios callauaya" – "Callauaya-indios tragen den Inka".

## Region
Die Kallawaya gehören zu einer quechuasprachigen Ethnie, die im Nordosten des Titicaca-Sees lebt, und zwar an der Grenze von Bolivien zu Peru im Bereich der Cordillera Apolobamba und der Cordillera Muñecas in den Anden.

## Kultur
Bekannt ist das Kallawaya-Volk durch seine Heilkunde, in welcher Medizin aus pflanzlichen, tierischen und mineralischen Produkten mit Ritualen verbunden wird.
Die Webarbeiten des Kallawaya-Gebietes sind herausragend in ihrer Technik und Verarbeitung.
Der typische Tanz der Kallawaya-Ethnie ist der Qantu (Khantu), welcher auf Panflöten (Sikus) begleitet wird.

## Sprache
Die Kallawaya sprechen im Allgemeinen Quechua, jedoch verwenden die Heiler eine besondere Geheimsprache, Machchaj-Juyai oder Callahuaya genannt, die sich durch die Vermischung des früher in dieser Region gesprochenen Puquina mit dem Quechua entwickelt hat. Der Wortschatz entstammt dabei hauptsächlich dem Puquina, die Morphologie dem Quechua.

## UNESCO-Kulturerbe
Die andine Kosmovision der Kallawaya wurde im Jahre 2003 von der UNESCO unter die Meisterwerke des mündlichen und immateriellen Erbes der Menschheit aufgenommen und 2008 in die Repräsentative Liste des immateriellen Kulturerbes der Menschheit übernommen.
Der Titel der Proklamation lautet auf Deutsch: Die von der Andenregion geprägte kosmische Weltsicht der Kallawaya (ethnische Gruppe) (Mythen, Rituale, Medizin) (2003)
„Gefährliche Nebenwirkungen“ dieses zum Schutz der Kultur gedachten Schrittes wies die Kulturanthropologin Ina Rösing auf. Sie hatte die Kultur vor dieser öffentlichen Anerkennung bereits 20 Jahre lang untersucht und lange dort gewohnt und merkte an negativen Folgen an:
- „Die Schrumpfung des Masterpiece-Gegenstandes“ (Überschriften von Rösing zitiert)

Die Merkmale der Kultur würden von staatlicher Seite und von allgemeinen Medien auf „den Medizinmann“ reduziert, andere, auch weibliche Anteile würden vernachlässigt.
- „Der Bronze-Medizinmann“

Eine überlebensgroße Bronze-Statue eines Kallawaya-Medizinmannes im Hauptort der Region verstärke den ersten Punkt und sei eine grandiose Geldverschwendung. Rösing zitiert einen Einwohner:

„Hör zu: Weltkulturerbe, grandios! Weltkulturerbe, erstarrt in Bronze – das auf der einen Seite und dann unsere Flöhe auf der anderen Seite, Flöhe in jeder Hütte, überall Armut.“

- „Ruhm, Geldregen, Unverständnis“

Einige Bewohner erwarten Ruhm und Geld, andere können dieses abstrakte Ereignis nicht in ihr Leben einordnen. Zitat: „Ich mach’ meinen Acker, ich weiß nicht, was das ist.“
- „Missgunst und Übergriffe“

Bewohner außerhalb des Stammes fürchten negative wirtschaftliche Folgen, auch durch das gestiegene Selbstbewußtsein der Indianer, und das Verdikt wirkt trennend.
- „Streit um den echten Medizinmann“

Verschiedene Dörfer stritten darum, wer den echten Medizinmann habe, und um die Vergabe der dazu gehörenden Ausweise gebe es Mauscheleien und Korruption, weil dies aufgrund der staatlichen Verengung der publikumswirksamen Merkmale als einziger Weg angesehen werde, den versprochenen Reichtum zu erwerben.
- „Schaurituale und Produktvermarktung für Touristen“

Heilprozeduren und Kulturgegenstände werden an die Touristen vermarktet und verändern sich dabei zum Schlechten.